# Saint-Loup (Nièvre)
Saint-Loup település Franciaországban, Nièvre megyében. Lakosainak száma 463 fő (2022. január 1.). Saint-Loup Alligny-Cosne, Pougny, Cosne-Cours-sur-Loire, Saint-Père és Saint-Vérain községekkel határos.

## Népesség
A település népessége az elmúlt években az alábbi módon változott:
| Lakosok száma | 495  | 489  | 487  | 468  | 471  | 474  | 470  | 467  | 463  |
|               | 2013 | 2015 | 2016 | 2017 | 2018 | 2019 | 2020 | 2021 | 2022 |